# 홍인한
홍인한(洪麟漢, 1722년~1776년 7월 5일 혹은 7월 11일)은 조선 후기의 문인이자 정치인이다. 자는 정여(定汝), 본관은 풍산(豊山). 예조판서 홍현보의 아들이고 영의정 홍봉한의 이복동생이다. 혜경궁 홍씨의 이복 삼촌이 된다. 홍국영의 일족이기도 하다. 당색으로는 노론이며 노론내 외척당의 지도자였다.
과거 급제 후 청요직을 거쳐 1757년 전라도관찰사로 부임했으며 전라도관찰사 재직 중 기생들의 춤과 노래실력을 트집잡아 곤장을 남발하고 즐겼다고 한다. 이는 중앙에는 알려지지 않았다가 성대중에 의해 알려지게 되었다. 이후 승지, 사간, 대사헌, 호조와 예조참판, 도승지 등을 거쳐 경기도관찰사가 되었다. 이후 이조, 병조판서, 공조판서 등을 두루 거쳐 1774년 의정부우의정, 1775년 의정부좌의정이 되었다.
1775년 이후 세손의 대리청정을 극력 반대하였으며 1776년 조선 정조 즉위 후 정후겸 등과 함께 유배, 전라도 완도군 고금도로 유배되었다가 위리안치된 후 처형되었다. 1855년(철종 6) 철종이 그를 복권하였으나 여러 차례 반대로 취소되었다가 다시 1858년(철종 9) 복권되었다.
고구마를 처음 도입한 조엄은 그의 매형이 되고, 누나는 익종비 조대비의 증조할머니가 된다.

## 생애

### 생애 초반
선조의 6대손이자, 정명공주와 영안위 홍주원의 5대손이다. 아버지는 예조판서와 좌참찬을 지내고 증 좌찬성에 추증된 정헌공(貞獻公) 홍현보(洪鉉輔)이고 어머니는 성주이씨로 이세황의 딸이다. 홍봉한의 이복동생이다. 혜경궁 홍씨의 이복 작은 아버지(숙부)이며, 관찰사를 지낸 홍창한은 8촌 형이 된다. 친동생은 홍용한, 홍준한 등이 있다.
홍주원의 장남이 그의 고조부 홍만형이고, 홍주원의 차남인 홍만용은 후일 홍국영의 6대조가 된다.
그는 홍봉한의 동생인 것만 알려졌으나, 그가 홍봉한의 이복동생인 것은 1970년대 이후, 왕조실록, 문집, 고전서적이 한글로 번역되는 과정에서 알려졌다. 그의 성격과 외모는 알려진 것이 없다. 
그는 친척인 홍국영과 사이가 좋지 않았다. 혜경궁에 의하면 홍국영의 백부 홍낙순과 자신의 숙부 홍인한이 서로 원수처럼 여긴 것, 홍인한이 홍국영을 어떤 이유였는지는 밝히지 않았으나 홍인한이 홍국영을 꾸짖은 일, 홍국영이 아버지 홍낙춘의 관직을 홍봉한에게 여러번 청탁하자, 홍봉한은 상중이라서 거절하다가 홍인한에게 사람을 보냈는데, 홍인한이 편지에 홍국영을 미쳤다고 적은 것을 홍국영이 보게 된 것을 이유로 들었다. 홍인한이 세손을 반대하면서, 세손을 보호하던 홍국영은 홍인한 역시 공격했다.
1736년(영조 12년) . 진사 이해로(李海老)ㆍ이의철(李宜哲) 등이 송시열, 송준길을 성균관 문묘에 배향할 것을 청하는 연명 상소를 올릴 때 동참 서명하였다. 이후 음서로 관직에 올라 통덕랑이 되었다. 1751년 효장세자빈 효순현빈가 죽자 조카 홍낙성(洪樂性), 홍낙인(洪樂仁) 등과 함께 빈전의 집사로 참여했다. 통덕랑으로 재직 중 1753년 정시문과(庭試文科)에 병과(丙科) 2등으로 급제하였다. 그는 조선의 대표적 명문 가문인 풍산 홍씨 가문의 일원이며, 혜경궁 홍씨의 친정 숙부라는 점도 작용해 영조의 신임을 받으며 순탄한 벼슬길을 걸었다.

### 관료 생활
1753년 승정원가주서와 사간원정언을 지내고 1754년 교리로 있을 때 조영순(趙榮順)을 변호하려다 파직되었다. 다시 교리가 되었다가, 그해 경기도암행어사로 파견되었다.
55년 부교리가 되었다가, 같은해 사간원헌납을 거쳐 당상관으로 특진하여 1757년 전라감사로 부임했다. 전라도관찰사 재직 중 기생들을 불러 춤과 노래 실력을 들은 뒤, 춤과 노래실력을 일일이 지적, 트집잡아 곤장을 남발하고 즐겼다고 한다. 이는 중앙에 알려지지 않았지만 성대중이 이를 듣고 청성잡기에 기술하였다.
| “ | 홍인한이 감사(監司)로 있을 때 언제나 음악을 연주하게 하고 끝날 즈음이 되면 기생의 잘못을 트집 잡아 곤장을 쳐서 피를 본 뒤에야 통쾌해하였다. 그래서 음악을 연주할 때면 뜰 한쪽에 반드시 형구를 마련해 놓고 기다렸으니, 이는 석수(石邃)가 미녀들을 치장하여 잔치를 즐기고는 결국 삶아 먹는 것을 낙으로 삼았던 것과 무엇이 다르겠는가. 대체로 여자에게 아름다움이 있는 것은 남자에게 재주가 있는 것과 같으니, 하늘이 쓸데없이 그들을 낸 것이 아닌데 포악하게 대한다면 어찌 천도를 어기는 것이 아니겠는가. 나는 재능 있는 사람을 무시하면서 잘되는 사람을 보지 못했다. 유독 기생이라고 그렇지 않겠는가. 더구나 일부러 곤장을 쳐서 통쾌해하는 것은 시랑보다 더 포악한짓이니, 그가 역적으로 몰려서 패망한 것은 당연하다. | ” |

그밖에도 왕조실록에 의하면 전라도에서 그가 탐학하게 굴어서 호번 사람들이 그 고기를 먹으려 한다는 말이 돌았는데, 이것이 실록에 실렸다. 그러나 그가 전라도에소 어떻게 탐학한 짓을 했는지는 왕조실록에 구체적으로 기록되지 않았다.
1757년 호조참의, 성균관대사성에 임명됐다. 그 후 승지, 한성부우윤, 대사헌, 1760년 도승지, 비변사 당상 등을 지내고, 1762년 호남안집사(湖南安集使)로 순무하고 돌아왔다. 1764년 한성부좌윤이 되었다. 이후 호조참판, 예조참판, 도승지 등을 거쳐 1765년 경기도관찰사를 역임하고, 자헌대부로 승진, 공조판서와 이조판서, 병조판서 등 6조의 판서를 두루 지냈다.
그가 어떤 이유로 세손 산과 갈등했는지, 세손의 추대에 반대했는지는 알려진 것이 없다. 그러나 형 홍봉한은 그를 만류하지 않았다. 당시 노론에서는 세손 제거를 당론으로 삼았으나, 노론 내에서도 청명파 등은 세손 제거에 반대했다. 조카 혜경궁 홍씨가 여러차례 편지를 그에게 보내 설득했지만 그는 듣지 않고, 정후겸 등과 결탁해 세손을 공격했다. 1773년 평안도관찰사로 부임하였다. 1774년 의정부우의정으로 특진하였다. 이듬해 약방도제조를 거쳐 좌의정이 되었다.

### 임오화변이후
1774년 우의정에, 1775년에 좌의정에 각각 임명되었으며, 1775년 세손(훗날의 정조)이 대리청정을 맡게 되자 이를 반대해 영조가 세손의 대리청정을 명할 때 세손은 세가지를 알 필요가 없다 강변하며, 승지와 사관의 대필을 방해하기도 하였다. 그러나 영조의 대리청정 뜻이 확고해지자 혜경궁 홍씨는 사전에 삼촌에게 편지를 보내 세손의 대리청정을 막지 말 것을 요청하였다. 한중록에 의하면 대조의 뜻이 그러함을 편지로 알렸다는 것이다. 그러나 홍인한은 벽파의 당론에 따라 벽파, 외척당, 정후겸 등과 함께 세손을 반대하였고, 홍인한은 영조의 면전에서 세손의 대리청정을 반대했다. 이후 정후겸, 심상운 등과 함께 홍국영 등을 모해하는 상소를 올렸다. 또한 부사직 심상운을 시켜 세손의 대리청정 반대 여론을 조장했지만, 홍국영의 부탁을 받은 부사직 서명선이 역탄핵상소를 올려 논박했고 오히려 심상운은 유배되었다.
한편으로 권력남용을 하고는 자기쪽 무리들과 야합하여 말을 퍼뜨리기를, "홍씨(洪氏)를 공격하면 이는 동궁(東宮)을 불리하게 만드는 일이다." 하면서 그것을 구실로 온 세상의 입을 막으며 위협을 가했다고도 한다.
그러나 1776년 음력 3월 영조가 승하하고 정조가 즉위하자, 숙청에 들어갔으며, 홍인한은 서명선 등의 탄핵을 받은 뒤 정후겸, 문성국, 김귀주 등과 함께 여러번 탄핵을 당한 뒤 사판에서 삭제되고, 문외출송되었다. 곧 충청도 여산(礪山)에 유배되었다가 배소가 옮겨져 고금도에 유배되었으며, 다시 거듭 탄핵을 받고 위리안치(圍籬安置)형을 받았다가 그해 7월 5일 사사령을 받고 처형됐다. 조선왕조실록과 승정원일기에 의하면 그는 7월 5일에 처형됐다고 기록됐으나, 청선고(淸選考)에 의하면 7월 11일에 죄를 받았다고 기록되어 있다.
아버지 홍봉한이 탄핵당할 때는 결사적으로 반대하던 혜경궁 홍씨도 그의 사사에는 반대하지 않았다 한다.

### 사후
시신은 운구되어 경기도 개풍군 상도면 상도리 봉곡마산(鳳谷馬山)에 매장되었다. 그의 동생 홍용한은 정후겸과 사돈 약속을 한 일로 공격받았지만 정조가 듣지 않아 무마되었다. 1832년에는 손자 홍백영(洪百榮)이 할아버지의 억울함을 격쟁하였지만 거절당하였다. 이때 홍백영을 처벌하자는 주장이 나왔으나 순조가 무마시켰다.
그의 형 홍봉한, 동생 홍용한의 초상화와 사촌 형 홍상한, 조카 홍낙성 등의 초상화는 후대에 전해졌으나 그의 초상화는 전하지 않는다.
후에 철종 때인 1855년(철종 6) 철종이 그의 혐의가 애매하다는 이유로 그를 복직하라는 명을 내렸지만 홍문관과 양사의 반대를 받았다. 결국 여러차례 반대로 철종은 홍인한 복권 명령을 취소하였지만 1858년(철종 9) 10월 25일 철종은 그가 혜경궁 홍씨의 가까운 친척이라는 이유로 특명을 내려 복권시켰다. 이때 승정원, 옥당에서 취소를 상소했고, 양사에서 합계하여 복권 취소를 상소했지만 철종이 이를 거부하였다.

## 가계
그의 이복 누나의 손자가 조만영으로, 순조의 아들 효명세자의 세자빈 신정왕후 조씨의 친정아버지가 된다. 세손 정조의 측근인 홍국영은 그의 8촌 형 홍창한의 손자로 촌수로 10촌간이 된다.
- 할아버지 : 홍중기(洪重箕)
  - 아버지 : 홍현보(洪鉉輔, 1680 ∼ 1740)
  - 어머니 : 풍천 임씨 - 임방의 딸
    - 이복 형 : 홍봉한(洪鳳漢, 1713 ~ 1778)
    - 이복 누나 : 풍산 홍씨
    - 매형 : 조엄
    - 외 이복 누나 2명

  - 생모 : 성주 이씨 - 이세황의 딸
    - 친 동생 : 홍준한(1731 ~ ?)
    - 친 동생 : 홍용한(1734 ~ 1809)
    - 부인 : 평산부부인 신씨 - 신방의 딸
      - 장남 : 홍낙원(洪樂遠)
        - 손자 : 홍경모(洪敬謨)

      - 차남 : 홍낙술(洪樂述)
      - 삼남 : 홍낙진(洪樂進)
      - 사남 : 홍낙손(洪樂遜)
      - 오남 : 홍낙준(洪樂浚)
      - 딸 : 풍산 홍씨
      - 사위 : 청송 심씨 심능필(沈能弼) - 경종의 국구 함원부원군 어유구(魚有龜, 1675 ~ 1740, 영돈녕부사)의 외손자, 심이지(沈履之, 1720년 ~ 1780년, 이조참판)의 아들, 심탁(沈鐸, 광주목사 · 증 이조참판)의 손자, 심수(沈鏽, 1707년 ~ 1776년, 이조판서)의 종손자

    - 여동생 : 풍산 홍씨

## 홍인한을 연기한 배우
- 1988년 MBC 《한중록》 배우 : 박광남
- 1991년 KBS1 《왕도》 배우 : 임혁
- 1998년 MBC 《대왕의 길》 배우 : 조형기
- 2008년 MBC 《이산》 배우 : 나성균
- 2008년 뮤지컬 《화성에서 꿈꾸다》 배우 : 표정범
- 2021년 MBC 《옷 소매 붉은 끝동》 배우 : 조희봉

### 영화
- 《사도》 2015년 배우 : 최덕문

## 같이 보기
- 홍현보
- 홍봉한
- 혜경궁 홍씨
- 홍창한
- 홍계희
- 정후겸
- 문성국
- 사도세자
- 김귀주
- 임오화변

## 참고 자료
- 이덕일, 사도세자의 고백 (휴머니스트, 2007)
- 이금희, 한중록 (상, 하) (국학자료원, 2006)
- 이덕일, 당쟁으로 보는 조선역사 (석필, 2004)